# Mi amiga del parque
Pour plus de détails, voir Fiche technique et Distribution.
Mi amiga del parque est un film dramatique argentino-uruguayen produit, écrit réalisé et joué par Ana Katz et sorti en 2015.

## Fiche technique
- Titre original : Mi amiga del parque
- Réalisation : Ana Katz
- Scénario : Ana Katz
- Direction artistique : Eugenia Sueiro
- Costumes : Roberta Pesci
- Photographie : Bill Nieto
- Son : Julián Catz
- Montage : Andrés Tambornino
- Musique : Maximiliano Silveira
- Production : Ana Katz
- Pays d'origine :
  -  Argentine
  -  Uruguay
- Langue originale : espagnol
- Format : couleur
- Genre : drame
- Durée : 86 minutes
- Dates de sortie :
  -  Argentine : 17 septembre 2015
  -  États-Unis : 23 janvier 2016 (Festival du film de Sundance)

## Distribution
- Julieta Zylberberg : Liz
- Andrés Milicich : Nicanor
- Mirella Pascual : Yazmina
- Tomás Newkirk : Pediatra
- Ana Katz : Rosa
- Manuela García Dudiuk : Clarisa
- Elías Langsam : Bebé 1
- Daniel Hendler : Gustavo
- Marina Belinco : Recepcionista
- Mariano Sayavedra : Lucho
- Marcos Montes : Jefe de Liz
- Bruno Gallo : Hijo Paula
- Inés Saavedra : Paula
- Malena Figo : Cora
- Maricel Álvarez : Renata